# Ius sanguinis

Applicazione dello ius sanguinis nel mondo, nelle sue varie forme. In alcuni paesi (nella mappa colorati in giallo) esiste la Leges Sanguinis.

Lo ius sanguinis è un'espressione giuridica di origine latina che indica l'acquisizione della cittadinanza per il fatto della nascita da un genitore o con un ascendente in possesso di quella stessa cittadinanza.

## Descrizione
Lo Ius Sanguinis permette di ottenere la cittadinanza di uno o entrambi i genitori. Sviluppatosi come concetto dopo la prima rivoluzione francese, soppiantando il preesistente Ius soli (ovvero l'acquisizione della cittadinanza per il fatto di nascere nel territorio di uno stato stesso) in molti stati occidentali.
Attualmente molti paesi nel mondo adottano lo Ius sanguinis e alcuni adottano anche la Leges sanguinis (ovvero la concessione della cittadinanza anche a persone che siano 'etnicamente' legate a quel particolare stato), mentre una parte di essi lo coniuga con varie forme modificate di Ius soli (per cui, oltre alla nascita sul territorio dello stato, sono richieste diverse condizioni variabili da stato a stato), istituto giuridico presente nella sua massima completezza nei paesi di quasi tutto il continente americano.
In pochi stati lo ius sanguinis è limitato a condizioni ulteriori (p.es. in Svizzera, v. sotto, o in alcuni paesi islamici).

## Stati che applicano loius sanguinis
- Albania
- Armenia
- Austria
- Brasile
- Canada: secondo la legge di cittadinanza canadese ogni persona nata da un genitore canadese è automaticamente un cittadino canadese.[4]
- Cina: Cittadinanza Cinese
- Colombia
- Corea del Sud: Cittadinanza Sudcoreana
- Danimarca
- Estonia
- Filippine
- Finlandia
- Francia[5]
- Germania
- Giappone: Cittadinanza Giapponese
- Haiti: ogni bambino nato da padre o madre haitiana, indipendentemente da dove sia nato, è haitiano secondo la Costituzione haitiana.
- India
- Iran
- Irlanda
- Islanda
- Israele
- Italia: l’art. 1 della legge n. 91/1992 (cittadinanza Italiana) stabilisce che è cittadino per nascita il figlio di padre o madre cittadini, e per discendenza.[1]
- Malta: Cittadinanza Maltese
- Messico
- Nigeria
- Norvegia
- Polonia
- Regno Unito: Secondo il British Nationality Act 1981, chi nasce all'estero ottiene la cittadinanza "per discendenza" (by descent) se figlio di un cittadino britannico non per discendenza (ad esempio se nato, adottato, registrato o naturalizzato nel Regno Unito). La cittadinanza britannica per discendenza è trasferibile a una sola generazione dal genitore che è cittadino britannico non per discendenza, se il figlio è nato all'estero.[6]
- Repubblica Ceca
- Romania
- Russia
- Slovacchia
- Stati Uniti: la legge di cittadinanza degli Stati Uniti stabilisce che un bambino nato all'estero riceve la cittadinanza degli Stati Uniti se almeno un genitore è cittadino, a determinate condizioni.[7]
- Svezia
- Svizzera: secondo la legge di cittadinanza svizzera, è cittadino svizzero dalla nascita il figlio di genitori uniti in matrimonio, dei quali uno almeno è cittadino svizzero, o il figlio di una cittadina svizzera non coniugata con il padre.[8]
- Thailandia
- Tunisia: figli con almeno un genitore tunisino, indipendentemente da dove sono nati, sono considerati cittadini tunisini e possono viaggiare da e verso la Tunisia solo con un passaporto tunisino.
- Ucraina
- Ungheria